# Marcipa viettei
Marcipa viettei là một loài bướm đêm trong họ Erebidae.